# نیک شیکس
نیک شیکس (انگلیسی: Niek Schiks؛ زادهٔ ۳ فوریهٔ ۲۰۰۴) بازیکن فوتبال اهل پادشاهی هلند است که برای باشگاه ورزشی پی‌اس‌وی آیندهوون بازی می‌کند. 